# Schloss Murten
Das Schloss Murten ist der ehemalige Herrschaftssitz von Murten (französisch Morat) im Seebezirk (französisch District du Lac) im Schweizer Kanton Freiburg.

## Lage
Die Spornburg befindet sich oberhalb des Südostufers des Murtensees auf einem bis zu 36 Meter hohen Sporn und westlich der historischen Altstadt an der nach ihr benannten Schlossgasse.

## Vorgängerbauten
Durch die Lage an der wichtigen Verbindungsstrasse zwischen dem Römischen Reich und dem heutigen Deutschland gab es in Murten immer wieder befestigte Bauten. Die Bedeutung des Fernwegs ist unter anderem durch ein Stück einer römischen Strasse nachgewiesen, welches sich bei Schloss Löwenberg (Murten) fand. Murten soll schon im Jahr 515 ein befestigter Hof gewesen sein. Die Urkunde der Abtei Saint-Maurice stellt aber eine Fälschung aus karolingischer Zeit dar. Der Name in der lateinischen Urkunde lautet muaratum und darf zumindest als Beleg für das Frühmittelalter gelten. Er bedeutet so viel wie Gemäuer, ist also bereits ein Hinweis auf ein befestigtes Areal.
Mit der Niederlage in der Schlacht von Autun im Jahr 532 kam das Burgundenreich an die Merowinger und wurde Teil des Fränkischen Reiches. Mit dem Frankenkönig Ludwig der Fromme wird der Legende nach die Gründung der Burg verknüpft, denn dieser soll sie im Jahr 814 fundiert haben. Dies ist aber durch keine Urkunde belegbar und hat seinen Ursprung in der Vermeldung durch Engelhard im Jahr 1828, der sich auf Chroniken beruft, die keine urkundlichen Beweise mitliefern. Murten gehörte als befestigter Platz zum Königreich Hochburgund, das im Jahr 888 gegründet wurde, ab 930 zum vereinigten Königreich Burgund.
Im Jahr 1013 hielt König Rudolf III. von Burgund in Murten Hof. Der römisch-deutsche Kaiser Konrad II. beanspruchte Rudolfs Nachfolge, als dieser im Jahr 1032 verstarb. Konrad lieferte sich deshalb jahrelange Kämpfe mit Odo II., der sich als Neffe Rudolfs als rechtmässigen Erben ansah. Dieser Konflikt betraf Murten direkt, denn Odo besetzte es neben anderen Orten sofort im Jahr 1032. Konrad liess sich hingegen am 2. Februar 1033 im Kloster Peterlingen zum König von Burgund krönen, wofür er einige der einflussreichsten burgundischen Grossen, darunter der Stammherr der Savoyer Humbert Weisshand, gewinnen konnte. Dennoch wehrte Odo erfolgreich die Belagerung durch Konrad ab, so dass dieser zum Landtag nach Zürich weiterzog und sich von weiteren Grossen huldigen liess.
Im Mai 1033 ging Konrad mit dem König Heinrich I. von Frankreich ein Bündnis ein, da dieser sich ohnehin schon im Krieg gegen Odo (wegen Sens) befand. So konnten diese einen Mehrfrontenkrieg ausführen, in dem Heinrich Sens belagerte und Konrad die Champagne verwüstete, die zum Herrschaftsgebiet Odos gehörte, nachdem Graf Odo in Lothringen eingefallen war. Sie zwangen Odo noch im Jahr 1033 zum Verzicht auf die Königskrone Burgunds. Graf Odo gab daraufhin im Jahr 1034 Sens auf und hielt sich nicht an die Vereinbarung, sondern konzentrierte seine Kräfte in Murten. Kaiser Konrad und Graf Humbert vereinigten aber im Sommer 1034 ihre Heere mit italienischen Heertruppen von Erzbischof Aribert von Mailand und Markgraf Bonifatius von Canossa, so dass sich einige Unterstützer Odos von ihm abwandten. Nach der erfolgreichen Belagerung wurde Murten im August 1034 erobert und weitgehend zerstört.

## Geschichte

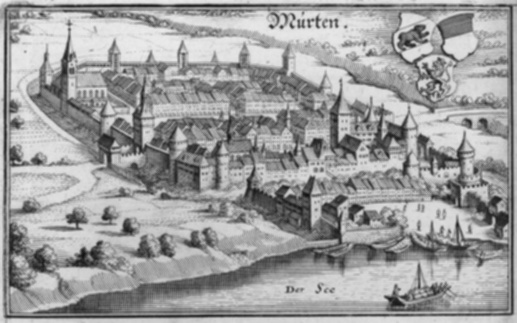
Stadtansicht von Merian
(Stich, 1654; Burg vorn rechts)

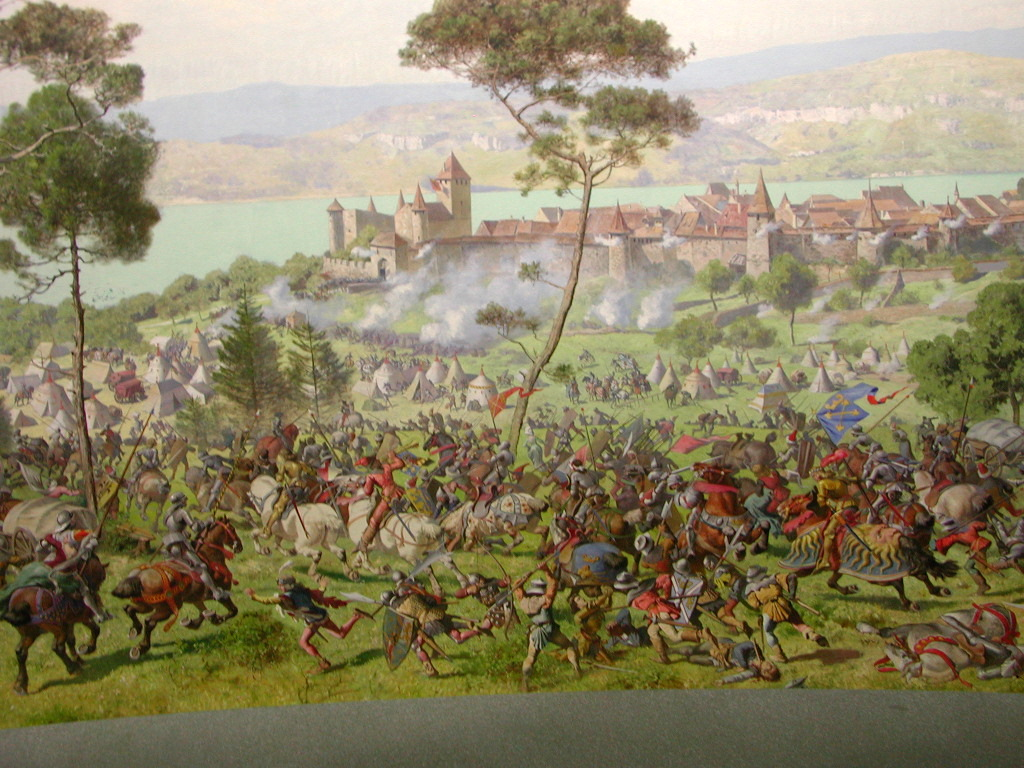
Schlacht bei Murten 1476
(Gemälde, 1893/1894.; Burg hinten)

Im Jahr 1079 schenkte König Heinrich IV. Murten dem Bischof von Lausanne Burkhard von Oltigen, der ihn gegen Papst Gregor VII. unterstützt hatte und ihn auch auf dem Gang nach Canossa begleitete. Die Bischöfe von Lausanne (mutmasslich Landri de Durnes), aber besonders der Zähringer Berthold IV. waren wohl am Aufbau der regelmässig gegliederten Stadt neben der Burg in den 1170er und 1180er Jahren beteiligt, da der Grundriss typischen Städten des siedlungspolitischen Einflussgebietes der Zähringer entspricht. Erstmals erwähnt wurde eine Burg im Jahr 1228. Im Jahr 1255 stellte sich die Stadt unter den Schutz von Graf Peter II. von Savoyen, der dem Schloss seinen heutigen Grundaufbau verlieh. Von ihm heisst es in der Chronique de Savoye, dass er den Donjon erbauen liess, der bis heute erhalten ist. Auch die Einrichtung zweier bis heute erhaltener Säle wird ihm zugeschrieben. Spätestens mit der zeitweisen Übernahme Murtens durch Rudolf von Habsburg im Jahr 1283 endete diese savoyische Bauaktivität. Graf Peter II. prägte auch das Erscheinungsbild der Burgen in Martigny (Burg La Bâtiaz) und auf der île de Chillon bei Montreux (Schloss Chillon) wesentlich mit. Die Burg schützte in Murten die Landseite der Stadt.
Arbeitsnachweise (opera castri) aus dem 14. Jahrhundert belegen für diese Zeit bereits die Existenz eines Hauptturms und vier weiteren Türmen sowie von zwei Zugbrücken. Sie zeigen Unterhaltungsarbeiten für die Jahre 1343–1349 (Zugbrücken ersetzt; Galerien von Hauptturm und Palas umgebaut), 1375–1379 (Wohnteil und Befestigung ausgebessert), 1404–1408 (Arbeiten an Dachstuhl und Mauern-Bedachung, Bau einer Tuffmauer) und 1444–1451 (Befestigung verstärkt, Artillerie-Ausrüstung ergänzt). Auch spätere Arbeiten lassen sich nachvollziehen, etwa 1476–1480, wo im Inneren Ausbauten und an den Fenstern Umbauten stattfanden.
In der Schlacht bei Murten (1476) wurde die Stadtburg von den Auseinandersetzungen zwischen der Eidgenossenschaft und Karl dem Kühnen, Herzog von Burgund, scheinbar nicht beschädigt. Murten wurde durch den Friedensschluss von Freiburg von den Savoyern an die Eidgenossenschaft abgetreten, aber von Bern und Freiburg allein beansprucht, was im Jahr 1484 schliesslich durch Entschädigungszahlungen besiegelt wurde. Die Schultheiss genannten Vertreter der beiden Städte residierten für je fünf Jahre in der Burg, die nun zum Schloss umgestaltet wurde. Der Einfluss Berns gilt hierbei als der Hauptgrund für die Durchführung der Reformation in Herrschaft und Stadt Murten. Das Prinzip der Verwaltung durch zwei Städte (zweiörtige Vogteien) setzen diese beiden auch anderswo (z. B. Grandson) um.
Die Rechnungen für die Umbauten in den Jahren 1516 bis 1520 sind verloren gegangen. Bald darauf stürzte der westliche Zwingerturm ein und wurde wohl noch 1530 zurückgebaut. Mit dem Amtshaus (1539–1541) entstanden auch der Treppenturm sowie die Kreuzfenster am Saal des Wohnbaus. Hunderttausende Steine, Ziegel, Schindeln und Nägel wurden so im Laufe der Jahrhunderte hier verbaut. Im Jahr 1544 wurde das Archiv der „Gemeinen Herrschaft“ eingerichtet, 1550 folgte ein Kerker im Donjon. Weitere Unterhaltungsmassnahmen sind für die Jahre 1686–1687 (u. a. Latrinen), 1730–1731 (Wohnräume), 1752–1756 (Festungsanlagen reduziert) und 1776–1777 (Austausch Dachstuhl Amtshaus) belegt.
Im Jahr 1798 marschierten die Franzosen ein, verwüsteten das Schloss und beendeten die Vogtei. Die Stadt baute das Schloss daraufhin zur Kaserne um. Schon 1803 wurde es aber wieder Sitz der Obrigkeit (Oberamt, Wohnung des Präfekten). Im Jahr 1832 verlegte die Regierung aus Sorge, es könne einen Aufstand gegen die bestehende Verfassung erfolgen, zwei Vierpfünderkanonen mit Munition sowie 5000 Flintenpatronen ins Schloss. Von 1907 bis 1912 wurde die Wohnlichkeit verbessert. Danach, am 5. Oktober 1912, wurde das Schloss unter Schutz gestellt. Albert Naef wurde als Experte hinzuberufen. Henri Broillet entwarf die konkrete Sanierung, die vorsah, alte Elemente wieder sichtbar zu machen, und die von 1916 bis 1920 umgesetzt wurde. Weitere Sanierungen und Umbauten folgten in den Jahren 1939 und 1940 (Restaurierung und neue Raumnutzungen – etwa wurde der „Große Saal“ in Büros unterteilt oder auch eine Küche im Südflügel ins Obergeschoss verlegt) sowie von 1971 bis 1972 (Saal zum Schlaftrakt gemacht, Treppen-Einbau von 1939 beseitigt).

## Beschreibung
Der dreiflügelige Palas wird im Westen und Südosten durch halbrunde Ecktürme geschützt, wohingegen der Donjon den Nordosten flankiert. Ein vierter Turm ist der Treppenturm in der Südostecke und ermöglicht den Zugang vom Hof aus. Das Mauerwerk besteht aus rohen, mittelgrossen Quadersteinen. Früher befand sich gen Seeufer ein weiterer hoher Turm, den Ebhardt vermutlich meint, wenn er von einem „gezinnten, viereckigen Bergfried“ spricht. Auf der Ansicht von Matthäus Merian wirkt dieser Turm allerdings eher so, als habe er sich ausserhalb der Burg befunden. Er war von der Burg durch eine Mauer (mit Rundturm und Turmerker) abgegrenzt. Der Turm bestand aus einem quadratischen Unterbau mit Zinnen, auf dem ein breiter und runder Aufsatz mit Zinnen zu sehen ist, auf oder neben dem ein Rundturm mit Kegeldach stand. Dieser Turm könnte zum Zwinger der Burg oder zur Stadtmauer mit dem nahen „Mühlentor“ gehört haben. Es scheint zumindest ausgeschlossen, dass dieser Turm der Bergfried der Burg war, denn das war stets der Donjon, von dem keine Zinnen bekannt sind. Heute befindet sich ungefähr dort, wo der Turm stand, an der Ryf ein Wohnhaus. Der massive Donjon ist viereckig mit Zeltdach und mit einer Reihe Fensteröffnungen direkt darunter versehen. Zudem finden sich Öffnungen verstreut an wenigen anderen Stellen des Turmes, wo sie eher schmal ausfallen. Sichtbar ist der obere Turmteil jünger als der untere. Diese Aufstockungen sind auch an anderen Gebäudeteilen zu beobachten. An seiner Ostseite befindet sich ein jüngerer Anbau, gen Nordosten schliesst der Nordflügel an, der früher Stall und Scheune war.
Die Türme am gegenüberliegenden Palas werden als Westturm (auch Archivturm) und Südturm bezeichnet. Sie und der Treppenturm besitzen Kegeldächer. Noch im Jahr 1734 befanden sich südlich der Burg zudem Zwingermauern, die wohl das nahe Stadttor („Obertor“) schützen sollten und zugleich den Zugang von diesem zur Burg verhinderten, denn sie zogen sich bis zum Hofeingang auch an der Westseite entlang. Der Eingang zum Innenhof, in dem sich unter anderem eine Brunnenschale und eine Kanone befinden, erfolgt durch einen Renaissance-Torbogen am Amtshaus (erbaut 1539–1541), das an der Stadtseite zwischen dem Südturm und dem Donjon steht. Dort kann man noch die ehemalige Zisterne erkennen. Der Zugang erfolgte früher über eine Zugbrücke, die 1561 aus Stein aufgeführt wurde, nachdem zuvor aller 20–40 Jahre Arbeiten an dieser Brücke notwendig waren. Ganz verzichten wollte man damals noch nicht auf eine Zugbrücke, so dass sie für einen Teilabschnitt erhalten blieb und erst im Jahr 1868 komplett aus Stein entstand. Der Höhenunterschied des 20 mal 20 Meter messenden Hofes zur Rathausgasse hin beträgt 2,5 Meter. Über dem Torbogen befindet sich ein Schlussstein sowie das Wappen des Kantons Freiburg, flankiert von zwei Rittern, die je eine Streitaxt in der Hand halten.
Der Palas am Ostende des Südflügels soll noch aus der Mitte des 13. Jahrhunderts stammen. Zwischen dem Westturm und dem Südturm befindet sich zudem ein zweiter Wohnbau, der zum Teil noch aus dem 13. Jahrhundert stammt. Er steht leicht verwinkelt zum Palas, wodurch die Gesamtanlage fünfeckig wird, und besitzt an der Hofseite noch eine rundbogige, wohl romanische Öffnung. Durch Umbauten haben die Gebäude unterschiedlichste Fenster- und Türformen, mehrheitlich sind sie aber rechteckig und der Barockzeit zuzuordnen. Der Palas selbst besitzt an der Südseite im Obergeschoss mehrere vermauerte ältere Fensteröffnungen. Die Dachlandschaft des Schlosses wird durch verstreute Schornsteine aufgelockert. Auch spätgotische Elemente finden sich an der Anlage.

Ansichten Schloss Murten
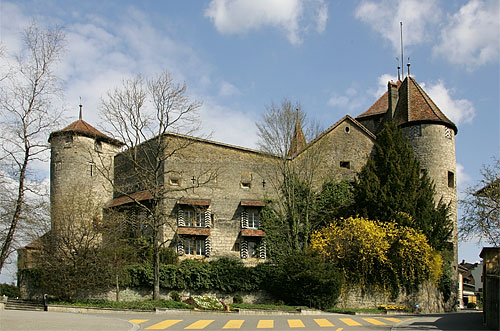
Ecktürme und Palas (links)
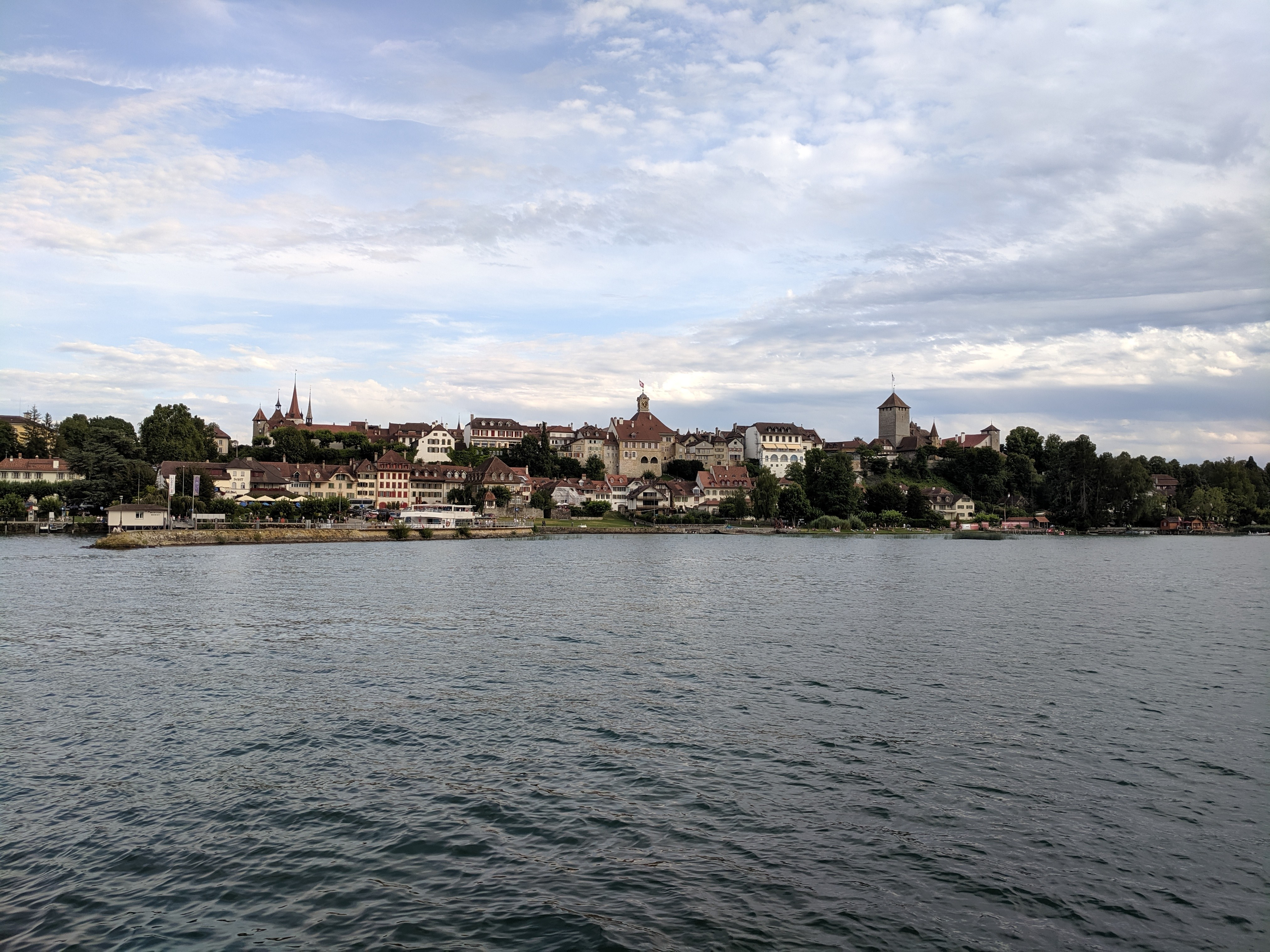
Stadt mit Burg (rechts) vom See
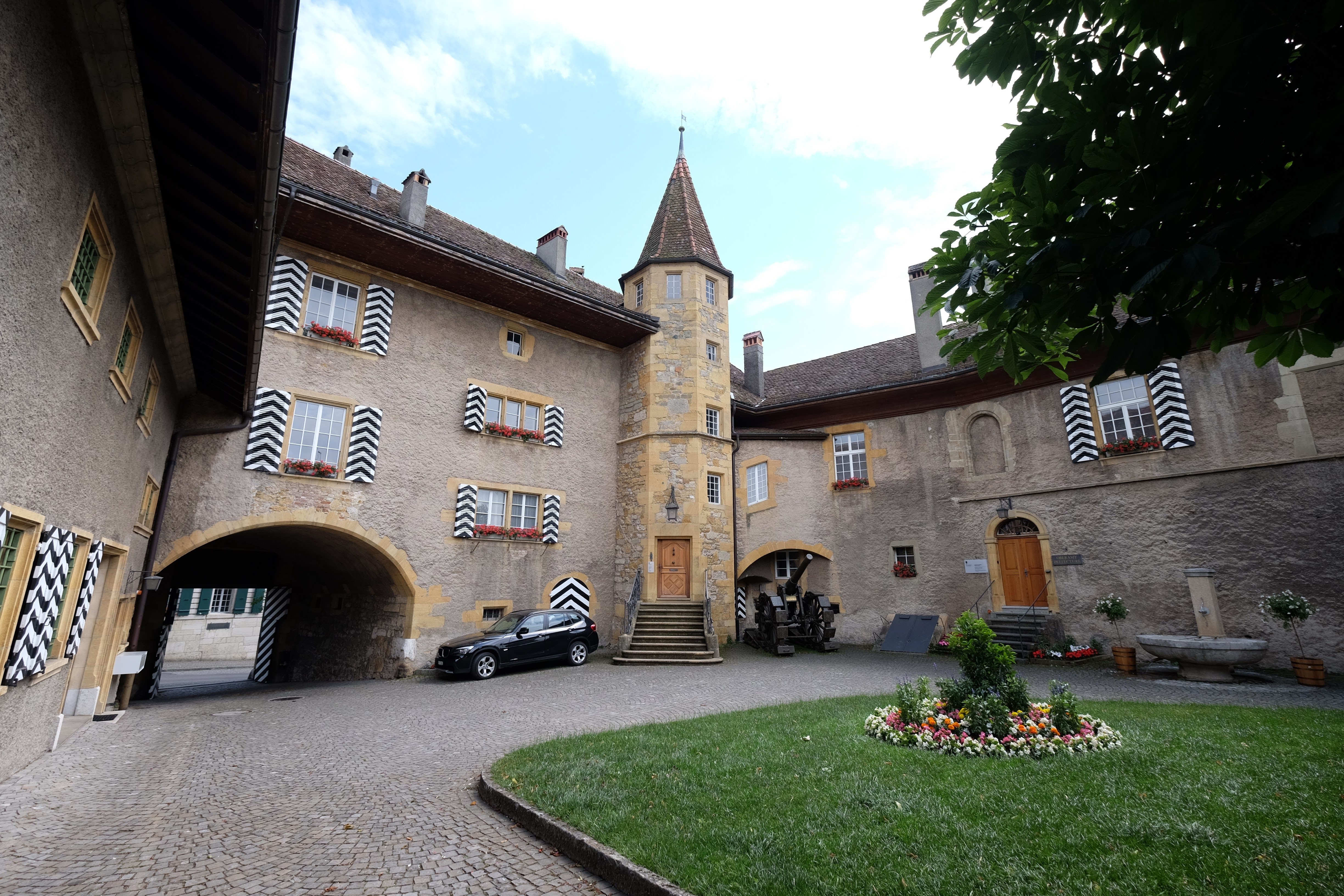
Schlosshof mit Treppenturm
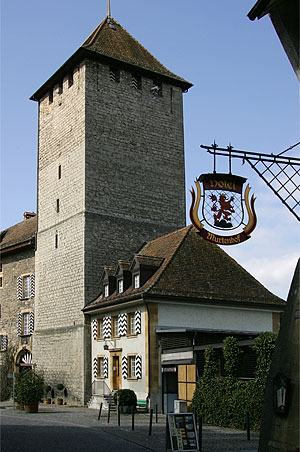
Donjon von Osten
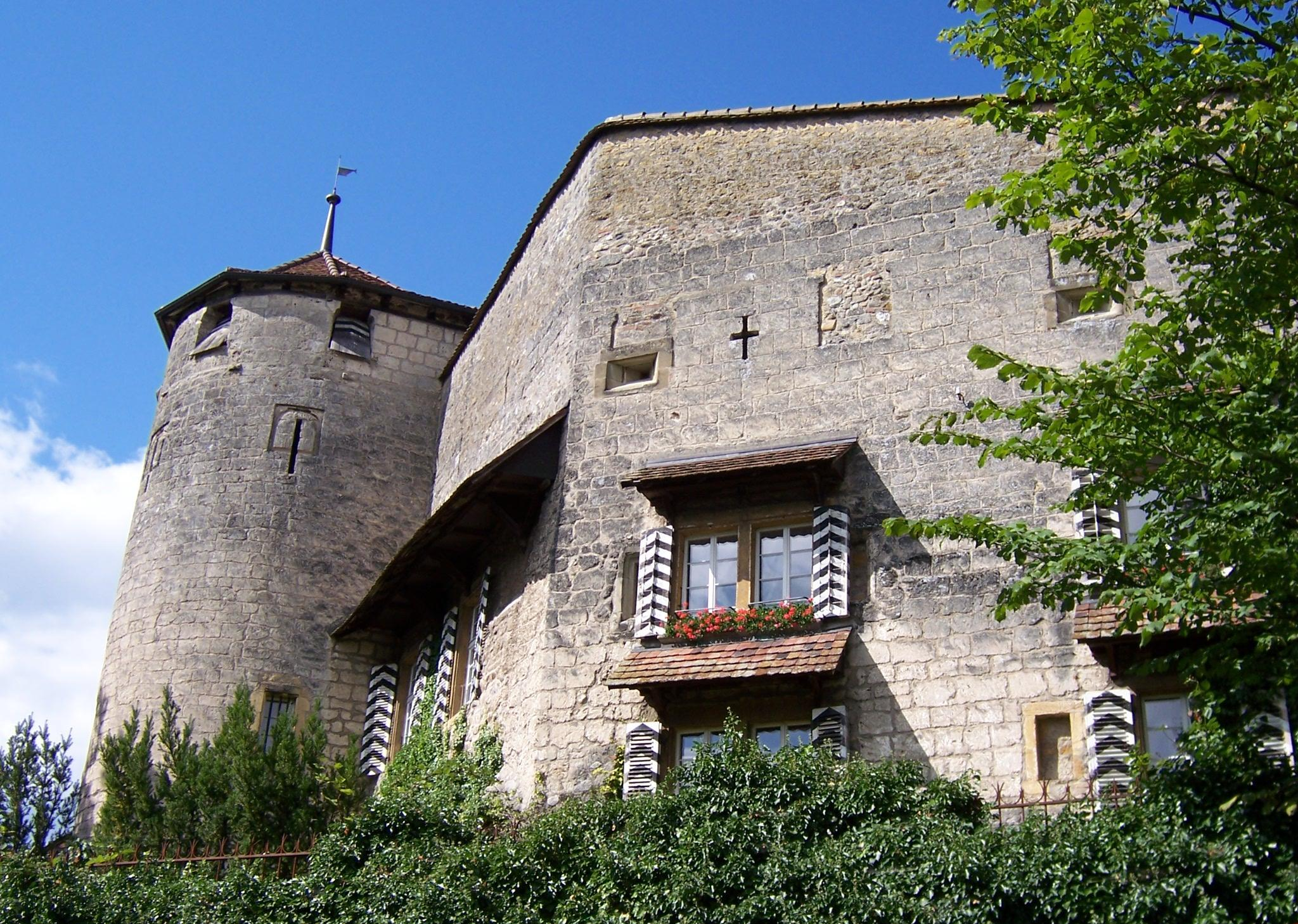
Palas (Südseite): vermauerte Fenster
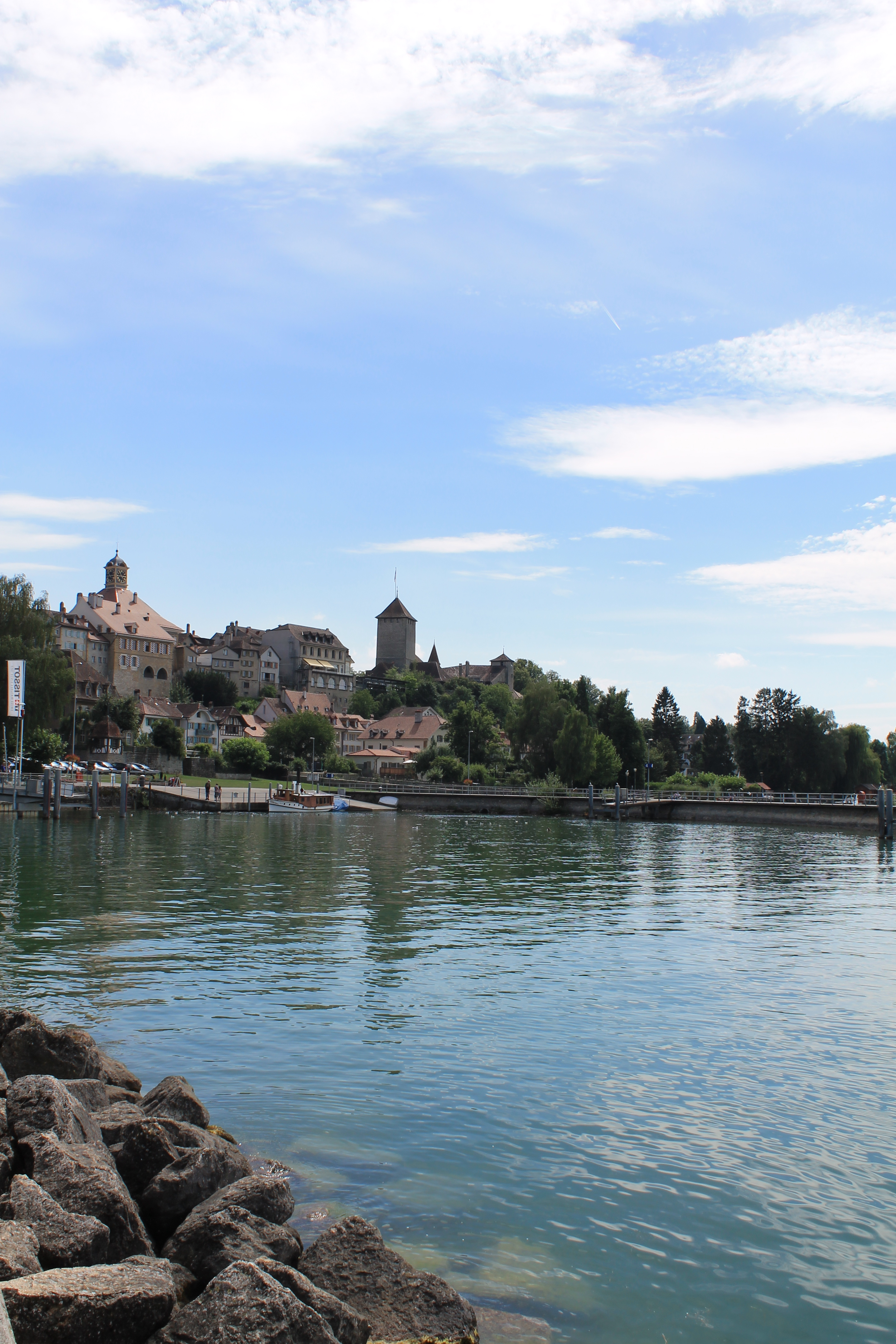
Blick zum Schloss von Seeufer
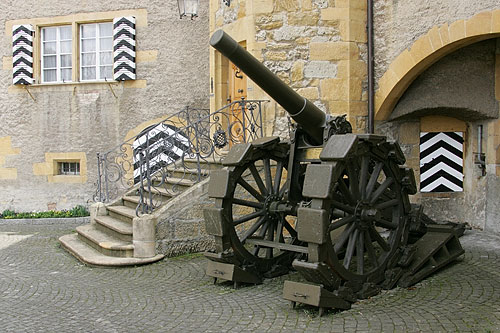
Kanone am Treppenturm im Schlosshof
Hauptportal zum Innenhof (1899)

## Nutzung
Heute beherbergt das Schloss die Präfektur. Dazu gehören unter anderem das Oberamt des Seebezirks und das Zivilstandsamt See. Der Schlosshof ist zudem seit den späten 1980er Jahren Zentrum der Konzertreihe „Murten classics“. Das Schweizerische Inventar der Kulturgüter von nationaler und regionaler Bedeutung führt das Schloss auf seiner Liste als B-Objekt mit der Nummer 2259. Der Donjon (auch „Luegisland“ genannt) wurde im Jahr 2018 der Öffentlichkeit zugänglich gemacht. In seinem Dachgeschoss befinden sich seit dem Jahr 1985 Brutkästen für die auf der Roten Liste stehenden Turmdohlen.